# Der Traumgörge

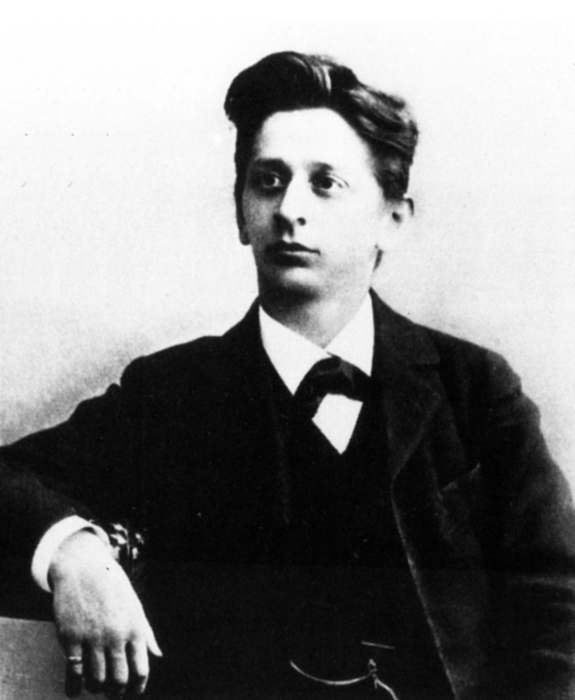
Portrait du compositeur autrichien Alexander von Zemlinsky

Der Traumgörge (français : George le rêveur) est un opéra en deux actes et un épilogue d'Alexander von Zemlinsky , en langue allemande, sur un livret de Leo Feld. L'oeuvre avait été commandée par Gustav Mahler alors directeur de l'Opéra de Vienne en 1906. Mais en 1907, quand Zemlinsky achève la composition, Mahler a démissionné de la direction de l'Opéra de Vienne et l'oeuvre dormira dans les cartons de la grande maison jusqu'en 1980, soit soixante-quinze ans plus tard. Exhumé l'opéra est alors créé le 11 octobre 1980 à Nuremberg sous la direction de Hans Gierster. 
Encore rare et méconnue, l'oeuvre de Zemlinsky est à présent plus régulièrement donnée. La création française a eu lieu à Nancy en 2020 à l'Opéra National de Lorraine, dans une mise en scène de Laurent Delvert, reprise en octobre 2020 à l'auditorium de Dijon , dans une adaptation réalisée par Jan-Benjamin Homolka, pour orchestre de chambre afin de répondre aux eigences du Covid.
L'opéra de Francfort en propose à son tour une nouvelle production de Tilmann Köhler, en mars 2024. Oeuvre typique du début de siècle viennois avec l'influence des théories du rêve et du traitement de l'inconscient chez  Siegmund Freud, l'oeuvre est musicalement post-wagnérienne, et peut s'apparenter à ces multiples opéras qui fleurissent dans le monde germanique avant l'arrivée des nazis au pouvoir : Mahler, Strauss, Korngold; Schreker, Schonberg, Berg, Humperdinck, notamment.

## Distribution
| Rôle                     | Voix          | Première 11 octobre 1980 (Chef d'orchestre: Hans Gierster) |
| ------------------------ | ------------- | ---------------------------------------------------------- |
| Gertraud                 | soprano       | Johanna-Lotte Fecht                                        |
| Grete                    | soprano       | Sharon Markovich                                           |
| Görge                    | ténor         | Karl-Heinz Thiemann                                        |
| Hans                     | baryton       | Peter Weber                                                |
| Kaspar                   | baryton       | Andreas Förster                                            |
| Marei                    | soprano       | Ursula Wendt-Walther                                       |
| Matthes                  | basse         |                                                            |
| Züngl                    | ténor         | Wilhelm Teepe                                              |
| Princesse                | soprano       | Johanna-Lotte Fecht                                        |
| Le meunier               | basse         |                                                            |
| Le pasteur               | basse         |                                                            |
| Une voix                 | mezzo-soprano |                                                            |
| L'aubergiste             | ténor         |                                                            |
| La femme de l'aubergiste | soprano       | Elizabeth Kingdon                                          |

## Argument
Görge traite de manière identique, les peurs et les coups du sort dans ses rêves. Il vit dans le monde de ses livres et tombe amoureux d'une princesse imaginaire, alors qu'il est promis à Grete, une jeune femme terre-à-terre qui souhaite lui donner davantage le sens des réalités. Mais Görge veut réaliser le conte de fée de sa vie et s'enfuit. Il finit ivre dans un village et est à nouveau considéré comme un étranger et rejeté. Görge reconnaît sa princesse en Gertraud, qui est vilipendée comme pyromane et sorcière. Avec elle, il peut écouter ses contes de fées, rêver, se taire et jouer.

## Discographie
- Der Traumgorge, Gürzenich Orchester Köln sous la direction de James Colon, avec Andreas Schmidt et Patricia Racette -, Warner classics 2003, réédition chez EMI en 2010.
- Der Traumgorge, sous la direction de Gerd Albrecht, avec  Gabriele Ronge (soprano)- Heinz Kruse (ténor) - Birgit Calm (mezzo-soprano)- Josef Protschka (ténor) - Hartmut Welker (baryton) - Peter Haage (ténor) - Pamela Coburn (soprano) - Victor Halem- Martin Blasius (basse) Janis Martin - Classic, 1986